# Kemosch
Kemosch (auch Kamosch, moabitisch כמש, hebräisch כמוש, Septuaginta Χαμώς) ist der Name des Hauptgottes der Moabiter und erscheint daneben auch gemeinsam mit Aschtar als Aschtar-Kemosch. Er entspricht dem ugaritischen Kammuth. Die Bibel erwähnt den Namen acht Mal, davon sieben Mal unumstritten als Gott Moabs Num 21,29 , 1 Kön 11,7.33 , 2 Kön 23,13  und Jer 48,7.13.46 .
Ri 11,24  erwähnt Kemosch als Gott der Ammoniter. Aus diesem Grund wurde diskutiert, ob es sich dabei um eine Verschreibung handelt, oder ob Kemosch mit Milkom, dem Gott der Ammoniter, gleichzusetzen sei. Wahrscheinlich sind jedoch beide Annahmen unnötig. Das in Ri 11 behandelte Gebiet unter ammonitischer Herrschaft war ursprünglich moabitisch, weshalb es anscheinend auch weiterhin als unter der Oberhoheit des Gottes Kemosch stehend angesehen wurde.
Dem Kemosch huldigt die ca. 840 v. Chr. verfasste Inschrift auf der Mescha-Stele
In der griechischen Interpretation wurde er mit dem Kriegsgott Ares gleichgesetzt.